# Malarz Andokidesa
Malarz Andokidesa – grecki malarz ceramiczny, czynny w Atenach w latach 530–515 p.n.e. 

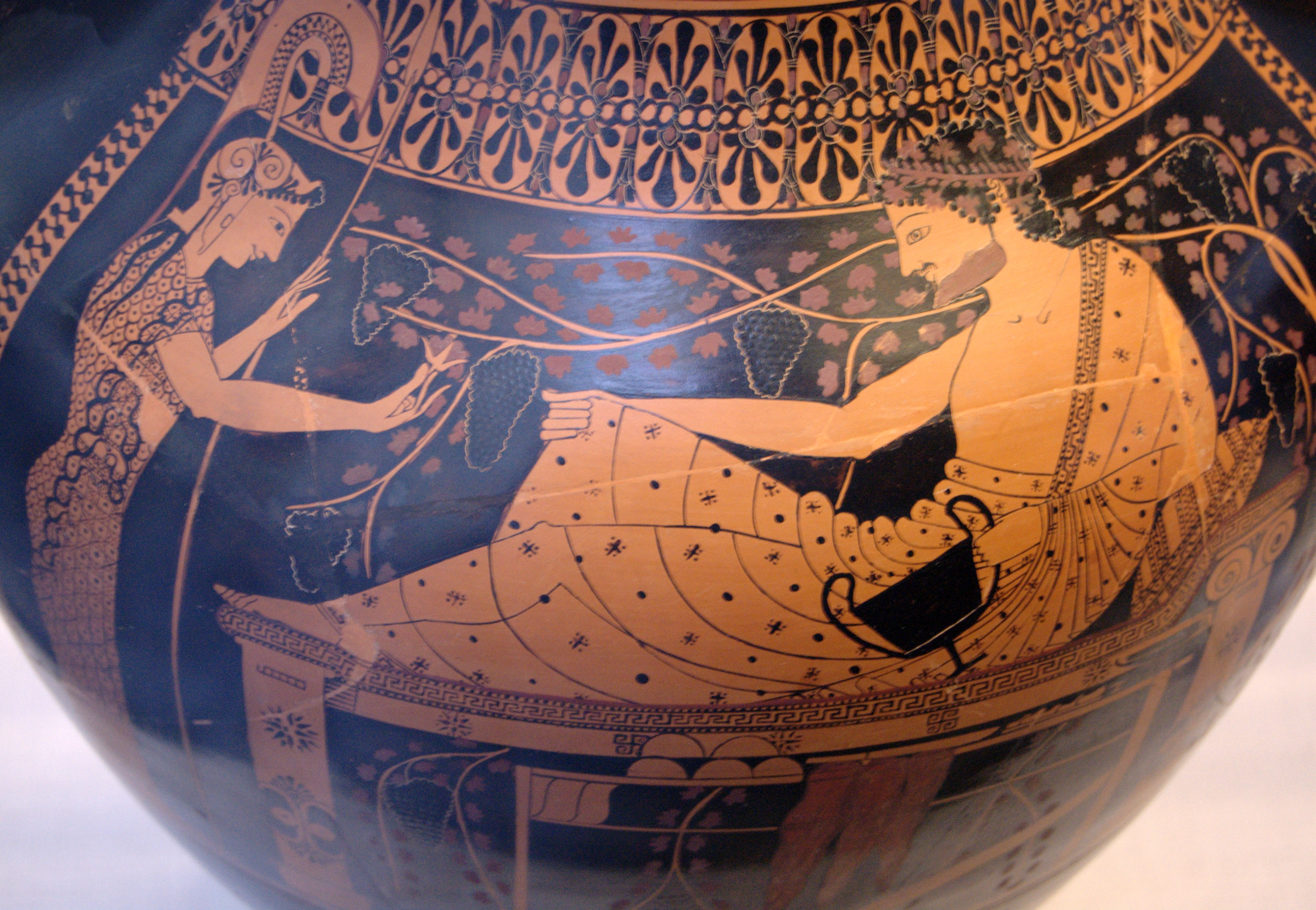
Amfora brzuchata (520-510 p.n.e.) zdobiona w technice bilingwicznej: awers czerwonofigurowy – Herakles i Atena…

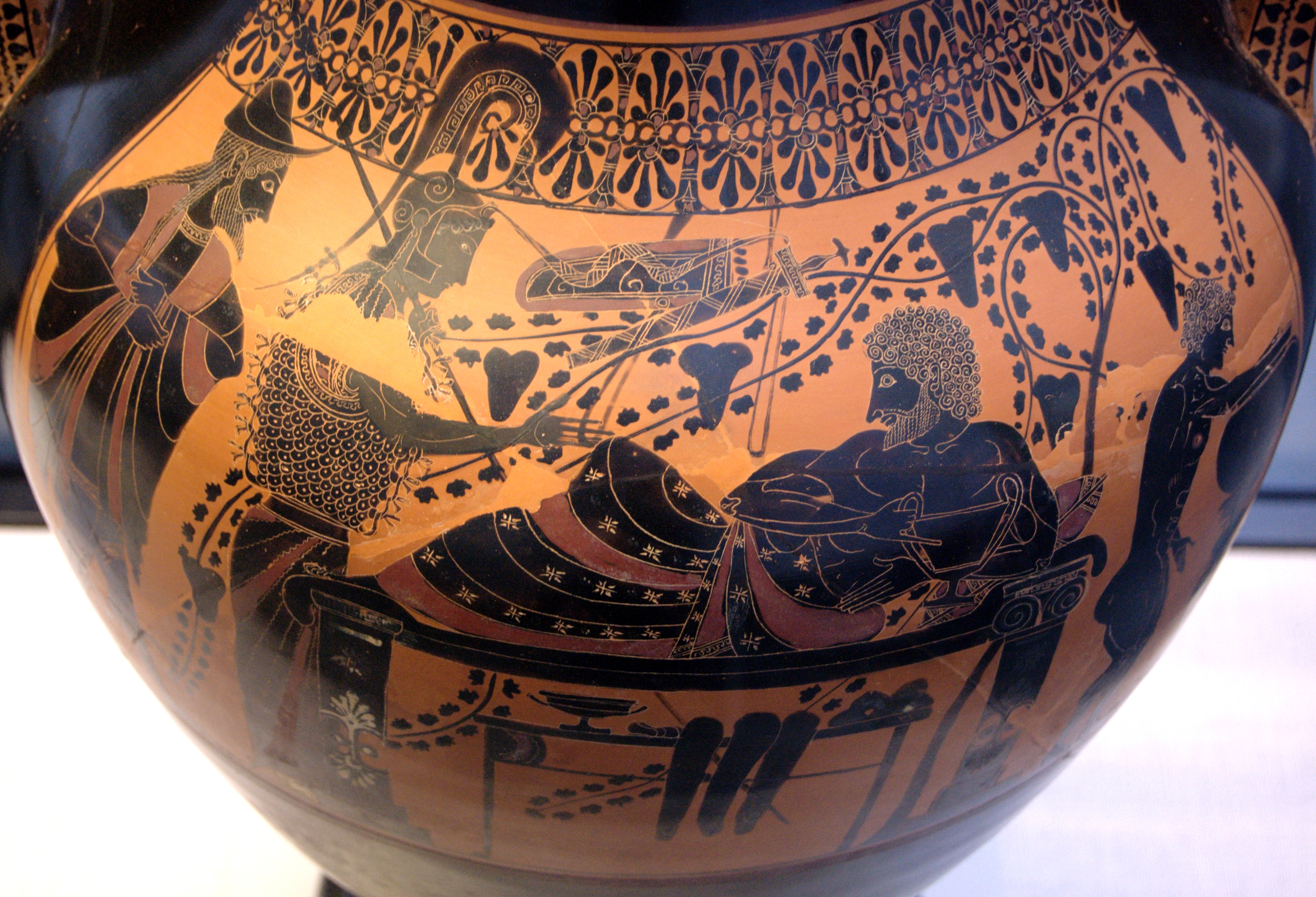
…z czarnofigurowym rewersem – Herakles i Atena z Hermesem (ze zbiorów Gliptoteki monachijskiej)

Działał w warsztacie garncarza Andokidesa i stąd nadane przez badaczy umowne miano. Aktywny pod koniec VI w. p.n.e., w latach ok. 530–500. Zasadniczo pracował nadal w technice czarnofigurowej, często też jednak w mieszanej (bilingwicznej), tzn. stosując równocześnie obie techniki – czarnofigurową i nową czerwonofigurową na awersie i rewersie naczynia). Uważany jest za inicjatora i przykładowego reprezentanta takiej maniery zdobienia. Dekorował głównie amfory wybrzuszone i kyliksy tzw. oczowe. Zachowało się około piętnastu amfor i dwie czary tego artysty, z czego sześć amfor zdobionych techniką mieszaną (również na jednym z kyliksów technikę czarnofigurową zastosowano wewnątrz naczynia, a czerwonofigurową zewnętrznie). 
W pracach Malarza Andokidesa można zauważyć wpływy jońskie, a jego rysunek jest pewny i staranny. Wykazywał dużo pomysłowości w wykorzystaniu tematów tradycyjnych i mitologicznych (Amazonki, wojownicy, Herakles z Cerberem, bachantki i sylenowie). Jego twórczość cechuje ożywienie przedstawień, szczególnie dzięki zastosowaniu obu technik.